# 小指のパラドックス
「小指のパラドックス」（こゆびのパラドックス）は、日本の音楽ユニット・Zweiの8作目のシングル。

## 内容
- 前作から約2年2か月ぶりのリリースであり、5pb.Records移籍後の第1弾シングル。
- 表題曲は、Xbox 360用ゲームソフト『メモリーズオフ ゆびきりの記憶』ファーストオープニングテーマに起用された。タイアップとは別にラジオ番組『井ノ上奈々のメモオフラジオ』でもオープニングに使用され、同番組へも出演した。
- Zweiとしては初のゲームソフトのタイアップであり[1]、ジャケットは、タイアップ先の『メモリーズオフ ゆびきりの記憶』に登場するヒロイン・南雲霞が載っている。また、今作からエグゼクティブ・プロデューサー等に志倉千代丸を迎えた初のシングル。

## 収録曲
1. 小指のパラドックス
作詞・作曲：志倉千代丸／編曲：大島こうすけ
  - Xbox 360用ゲームソフト『メモリーズオフ ゆびきりの記憶』1stOP主題歌
2. Forever More
作詞：橋詰亮子／作曲・編曲：林達志
  - PSP版ゲームソフト『メモリーズオフ6 Next Relation』OP主題歌

『井ノ上奈々のメモオフラジオ』で、1番のみ流れた。
3. 小指のパラドックス (off vocal)
4. Forever More (off vocal)